# Transport obdelovancev
Transport obdelovancev je zelo pomemben del proizvodnega procesa. V tovarnah se prevzemajo velike količine materiala (surovcev in polizdelkov). Ločimo notranji in zunanji transport. Z notranji transportom transportiramo lastne izdelke od enega do drugega delovnega mesta do opreme. Zunanji transport zajema dovoz materiala k tovarni in odvoz izdelkov in odpadkov iz tovarne.
Za transport v tovarni je značilen transport med skladišči, delovnimi mesti in obdelovalnimi stroji. Za transport moramo imeti načrt. S tem dosežemo da je transport obdelovancev med obdelovalnimi stroji urejen. Delovni načrt je urejen skladno s fazami dela. Pri serijski proizvodnji transport obdelovancev temelji na tekočih trakovih. Organizacija mora biti odlična, ker učinkovit transport skrajšuje čas izdelave. 

## Vrste transportnih naprav
Transportne naprave ločimo glede na obliko in glede na fizikalne lastnosti materiala. Transportne naprave z vlečnimi napravami ali brez njih so:
- Tračni transporterji
- Členkasti transporterji
- Transporterji
- Elevatorji
- Krožni transporterji
- Tekoče stopnice
- Polžni transporterji
- Cevni transporterji

## Izbiranje transportnih naprav
Transport obdelovancev lahko rešimo z različnimi transportnimi napravami.
Potrebno je upoštevati katere transportne naprave so primernejše,cenejše in bolj natančne. S cenejšim transportom lahko dosežemo cenejšo proizvodnjo in s tem cenejši produkt.
Glavni kriteriji pri izbiri transportnih naprav so:
- Lastnosti obdelovancev
- Moč transportne naprave
- Pot transportiranja
- Način skladiščenja
- Vrsta proizvodnje
- Posebne okoliščine
- Velikost prostora
- Oblika prostora
- Vrsta zgradbe
- Relief zemljišča
- Lega transportne naprave
- Lega obdelovalnih strojev
- Prah, vlaga, plini pare

## Tračni transporterji
Tračni transporterji služijo transportu sipkih materialov. Transportiramo lahko v vodoravni smeri ali pod kotom (100 do 200). Trak pri teh transporterjih lahko teče kontinuirano ali občasno. Časovna norma teh transporterjev je 1000 t/h.

## Členkasti transporterji
Členkaste transporterje uporabljamo za transport v vodoravni smeri ali pod kotom.
Transportiramo lahko sipki ali kosovni material. Te transporterje uporabljamo v železarnah, kemični industriji, strojnih tovarnah.

## Krožni transporterji
Gibanje krožnih transporterjev je neprekinjeno in se rabi za transport obdelovancev.
Z njimi vršimo transport od delovnega mesta do delovnega mesta v serijski proizvodnji.
Krožne transporterje uporabljamo v strojni, tekstilni, procesni industriji. Obdelovance je mogoče med transportom čistiti, barvati, metalizirati, termično obdelati.

## Elevatorji
Elevatorje uporabljamo za transport v skladiščih in med etažami. Gibanje je lahko v navpični smeri ali nagnjeno. Transport se lahko vrši neprekinjeno ali prekinjeno.

## Vlečni transporterji
Vlečni transporterji so namenjeni za transport kosovnega materiala.
Vlečna naprava ,katera je neskončna, vleče obdelovance s pomočjo povezave.
Te povezave so vlečni drog, kavelj, čep. Obdelovanci se transportirajo na vozičku,paleti ali teče po drsni ali valjčni progi. Vlečna naprava ni obremenjena s težo obdelovanca.

## Transporterji s potujočimi mizami
Transporterji s potujočimi mizami so sestavljeni iz zaporedja miz.
Mize tečejo na valjčkih po progah ki so med seboj povezane z verigo. Veriga je transportna naprava. Gibanje obdelovancev je lahko kontinuirano ali prekinjeno.

## Polžni transporterji
Polžni transporterji transportirajo material po žlebovih v vodoravni ali nagnjeni smeri.
Uporabljamo jih za transport odrezkov ali granulata pri stiskalnicah.
Prednost teh transporterjev je da je konstrukcija enostavna, ampak slaba lastnost je da poraba energije velika in se ti transporterji pogosto zamašijo.

## Transporterji z valji
Transporterji z valji transportirajo obdelovance v vodoravni smeri ali in v nagnjeni smeri. Transportiramo kosovne materiale (plošče, cevi, zaboji).

## Nevezani transport
Nevezani transport je primeren za razvejan transport in pri majhnih in pestrih količinah. Za ta transport se ne splačajo drugi transporterji (tračni, krožni...) pač pa vozički, viličarji in ostale podobne naprave. Vozički in viličarji so primerni za ta transport ker so okretni ,lahko se gibljejo naprej in nazaj. Pomembno je tudi za transport podlaga oziroma tla delavnice da ne bi majhna kolesa vozičkov obtičala in da nebi prišlo do prevelikih nagibov.

## Naprave za nakladanje in razkladanje
Nakladanje in razkladanje je pri nekaterih transporterjih že rešeno s konstrukcijo transporterja. Ti transporterji so: elevatorji, polžni transporterji... Pri ostalih transporterjih (tračni, krožni, členkasti) pa moramo nakladanje in razkladanje posebej rešiti. Pri transportu sipkega materiala ni problemov ker ga pustimo da pada na transporter.